# Cheiracanthium trivittatum
Cheiracanthium trivittatum là một loài nhện trong họ Miturgidae.
Loài này thuộc chi Cheiracanthium. Cheiracanthium trivittatum được Eugène Simon miêu tả năm 1906.